# Kruczak
Kruczak (Platylophus galericulatus) – gatunek średniej wielkości ptaka, jedyny przedstawiciel wyróżnionej w 2021 roku rodziny kruczaków (Platylophidae) oraz rodzaju Platylophus. Zamieszkuje Azję Południowo-Wschodnią. Jest bliski zagrożenia wyginięciem.

## Systematyka
Gatunek ten po raz pierwszy opisał w 1816 roku Georges Cuvier, nadając mu nazwę Corvus galericulatus. W 1832 roku William Swainson utworzył dla niego rodzaj Platylophus i do tej pory gatunek ten jest jego jedynym przedstawicielem. Kruczak był zaliczany do rodziny krukowatych (Corvidae), ale badania filogenetyczne wykazały, że najbliżej spokrewniony jest z dzierzbami (Laniidae) i w 2021 roku wydzielono go do osobnej, monotypowej rodziny Platylophidae (nazwa Platylophidae była w użyciu od 2015 roku, ale jako nomen nudum, i dopiero opis z 2021 roku spełnia zasady Międzynarodowego kodeksu nomenklatury zoologicznej).
Międzynarodowy Komitet Ornitologiczny (IOC) wyróżnia cztery podgatunki P. galericulatus:
- kruczak malajski (P. galericulatus ardesiacus) – Półwysep Malajski.
- kruczak brązowy (P. galericulatus coronatus) – Sumatra i Borneo (oprócz części północnej).
- P. galericulatus lemprieri – północne Borneo.
- kruczak długoczuby (P. galericulatus galericulatus) – Jawa.

Dla podgatunku z Półwyspu Malajskiego niektórzy autorzy stosują nazwę P. galericulatus malaccensis.

## Występowanie
Kruczak występuje w Brunei, Indonezji, Malezji, południowej Mjanmie i południowej Tajlandii. Jego naturalnym siedliskiem są subtropikalne i tropikalne wilgotne lasy.

## Morfologia
Długość ciała 31–33 cm; masa ciała 78–114 g. Obie płcie są do siebie podobne.

## Status zagrożenia
Międzynarodowa Unia Ochrony Przyrody (IUCN) klasyfikuje kruczaka jako gatunek bliski zagrożenia (NT – Near Threatened). Liczebność populacji nie została oszacowana, ale ptak ten opisywany jest jako lokalnie pospolity. Trend liczebności populacji oceniany jest jako spadkowy.